# Symbolstein von Newton of Collessie
Der Symbolstein von Newton of Collessie (auch Halhill Farm genannt) ist ein piktischer Symbolstein auf dem Gelände der Halhill Farm östlich von Collessie in Fife in Schottland.
Der von der Form her ungewöhnliche Stein aus dem 7. Jahrhundert befand sich offenbar in seiner ursprünglichen Position, als er 1925 entdeckt wurde. Im Jahr 1994 wurde der Symbolstein verlagert und sein Standloch ausgegraben. Der Stein wurde 1995 wieder aufgebaut.
Der abgewitterte phallische Stein ist 2,74 m hoch und verjüngt sich nach oben. Er zeigt eine große menschliche Figur und zwei Symbole. Die Figur geht nach links und trägt einen großen rechteckigen Schild und einen Speer. Die menschliche Figur ist nackt dargestellt. Die photogrammetrische Untersuchung hat ferner ergeben, dass der Schild einen Torques (Wendelring) oder einen anderen Halsschmuck zeigt. Er hat einen zentralen Vorsprung. Der Speer hat einen rautenförmigen Kopf und ein türknaufförmiges Hinterteil. Es gibt ein Bogensymbol über Spuren, die als Pictish Beast identifiziert wurden.
Der Schalenstein von Newton of Collessie – ein kleiner handlicher Stein mit Cup-and-Ring-Markierungen – wurde im Jahr 1996 auf der Halhill Farm im selben Feld ausgepflügt, auf dem der Symbolstein steht und vom Finder neben diesen platziert. Von dem Schalenstein sind heute nur die Fotoaufnahmen erhalten.